# Cistein-S-konjugat N-acetiltransferaza
Cistein-S-konjugat -acetiltransferaza (EC 2.3.1.80) je enzim sa sistematskim imenom acetil-KoA:S-supstituisani -cistein N-acetiltransferaza. Ovaj enzim katalizuje sledeću hemijsku reakciju
acetil-KoA + S-substituisani -cistein {\displaystyle \rightleftharpoons } KoA + S-substituisani N-acetil-L-cistein
S-benzil-L-cistein, S-butil-L-cistein, S-propil-L-cistein, O-benzil-L-serin i S-etil-L-cistein mogu da deluju kao akceptori.

## Literatura
- Nicholas C. Price; Lewis Stevens (1999). Fundamentals of Enzymology: The Cell and Molecular Biology of Catalytic Proteins (Third изд.). USA: Oxford University Press. ISBN 019850229X.
- Eric J. Toone (2006). Advances in Enzymology and Related Areas of Molecular Biology, Protein Evolution (Volume 75 изд.). Wiley-Interscience. ISBN 0471205036.
- Branden C; Tooze J. Introduction to Protein Structure. New York, NY: Garland Publishing. ISBN 0-8153-2305-0.
- Irwin H. Segel. Enzyme Kinetics: Behavior and Analysis of Rapid Equilibrium and Steady-State Enzyme Systems (Book 44 изд.). Wiley Classics Library. ISBN 0471303097.

## Spoljašnje veze
- Cysteine-S-conjugate+N-acetyltransferase на 